# TDモバイル
株式会社TDモバイル（ティ・ディ・モバイル、英: TD mobile Corporation）は、東京都港区に本社を置く、ビックカメラ系の携帯電話の販売代理店である。

## 概要
豊田通商の子会社である豊通シスコムとデンソー関連会社の携帯電話販売事業を統合して2009年4月1日に発足した。販売代理店業のほか携帯電話向けコンテンツの開発・配信業務も行っている。

## 沿革
- 2009年（平成21年）
  - 4月1日 - 「株式会社TDモバイル」として設立。
  - 10月1日 - クラリオンから子会社であるクラリオンモバイルコム（現・CMC株式会社）の全株式を取得[3]。
- 2010年（平成22年）6月 - プライバシーマークを取得[4]。
- 2011年（平成23年）
  - 3月1日 - 株式会社新三田通信の全株式を取得[5]。
  - 4月28日 - 子会社のCMCを吸収合併[6]。
  - 9月16日 - ベトナムの大手携帯電話小売チェーンのVTA社に資本参加[7]。
- 2015年（平成27年）4月1日 - 子会社の株式会社新三田通信を吸収合併[8]。
- 2017年（平成29年）7月1日 - デンソーと豊田通商の出資比率変更により、デンソーグループ会社へ変更（デンソー51％、豊田通商49%）。
- 2023年（令和5年）10月 - 携帯電話の販売代理店事業等（一部店舗を除く）を、ビックカメラの子会社であるラネットの新設子会社（株式会社TDモバイル（二代））への吸収分割を実施。株式会社TDMに社名変更。
- 2024年（令和6年）10月 - 株式会社TDMの清算を結了した。

## 事業所
- 本社（東京都港区）
- 中部支社（愛知県名古屋市中村区）
- 関西支社（大阪府大阪市北区）
- 北海道支店（北海道札幌市西区）
- 東北支店（宮城県仙台市泉区）
- 中四国支社（広島県広島市中区）
- 九州支社（福岡県福岡市博多区）